# AP3S2
AP3S2是人体中位于15号染色体的一个基因，编码AP3S2蛋白。目前AP3S2功能尚不明确，已发现AP3S2与AP3B1蛋白之间存在相互作用。